# Municipio de San Dionisio Ocotepec
El municipio de San Dionisio Ocotepec (del náhuatl: ocotl, tepetl, c ‘ocote, cerro, en’‘En el cerro de los ocotes’) es uno de los 570 municipios del estado mexicano de Oaxaca. Su cabecera es la localidad de San Dionisio Ocotepec. Pertenece al distrito de Tlacolula, dentro de la región valles centrales. Su cabecera es la localidad homónima. Esta localidad tiene un amplio registro fosilífero, entre los que se encuentra Mammuthus columbi, Equus cf. E. conversidens y Bison sp.

## Geografía
El municipio de San Dionisio Ocotepec abarca 309.28 km² y se encuentra a una altitud promedio de 1620 m s. n. m., oscilando entre 2600 y 900 m s. n. m. Colinda al norte con los municipios de San Pablo Villa de Mitla y San Lorenzo Albarradas; al este con el municipio de Tlacolula de Matamoros; al sur con el municipio de San Pedro Totolápam; y al oeste con el municipio de Santiago Matatlán.

## Localidades
El municipio de San Dionisio Ocotepec cuenta con 25 localidades.
| Localidad             | Población (2020) |
| --------------------- | ---------------- |
| San Dionisio Ocotepec | 5 960            |
| San Baltazar Guelavía | 3 897            |
| Santo Tomás de Arriba | 556              |

## Gobierno
El municipio de San Dionisio Ocotepec se rige mediante el sistema de usos y costumbres.
| Presidente municipal              | Periodo   |
| --------------------------------- | --------- |
| Pedro Bautista Cruz               | 1996-1998 |
| Germán García Martínez            | 1999-2001 |
| Dominicano García Martínez        | 2002-2004 |
| Jerónimo Emiliano Méndez Santiago | 2005-2007 |
| Roberto Martínez Santiago         | 2008-2010 |
| Filiberto Martínez García         | 2011-2013 |
| Juan López Gómez                  | 2014-2016 |
| Nemesio Méndez Gómez              | 2017-2019 |
| Noél García García                | 2020-2022 |
| Fortino Ruíz Méndez               | 2023-2025 |